# Simancas
Simancas ist eine Stadt in der Provinz Valladolid in Spanien. Sie liegt am Fluss Pisuerga und wurde unter den Römern als Septimanca gegründet.
Die Zitadelle von Simancas war in den Jahren 934 und 939 (Schlacht von Simancas) Schauplatz von Kämpfen zwischen Christen und Mauren. Sie wurde 1563 auf Order Philipps II. erneuert. Sie beherbergt das Königliche Spanische Generalarchiv, in dem sich Bestände zur Innen- und Außenpolitik Spaniens und Europas vom 15. bis 18. Jahrhundert befinden. Gerade für das Zeitalter Kaiser Karls V. und König Philipps II. von Spanien ist dieser Fundus von grundlegender Bedeutung. Neben den Archivbeständen existiert hier auch eine umfangreiche Bibliothek zu Karl V., Philipp II. und ihren Nachfolgern. Es gilt als eines der wichtigsten europäischen Archive überhaupt.
Die Bestände zu überseeischen Besitzungen und Angelegenheiten wurden 1785 mit dem Archivo General de Indias nach Sevilla ausgelagert.

## Persönlichkeiten
- Bernardo de Vargas Machuca (1557–1622), Soldat, Naturforscher, Tierarzt und Konquistador

## Kultur
Jedes Jahr am 1. August wird in Simancas ein Schauspiel zur Erinnerung an die historische Legende des Tributs der Hundert Jungfrauen aufgeführt.

## Einzelnachweise

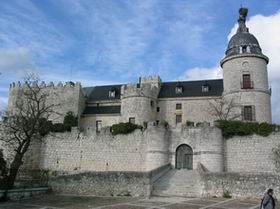
Castillo Simancas